# Поле кукурузы
Поле кукурузы(англ.Field of corn)— финансируемая государством художественная инсталляция в городе Дублин , штат Огайо . Инсталляция состоит из 109 бетонных початков кукурузы , расположенных рядами и стоящих вертикально на травянистом поле. На одном конце поля расположены два ряда апельсиновых деревьев сорта Осейдж: один из них уже существовал, а другой был посажен специально для проекта. «Поле кукурузы», созданное скульптором Малкольмом Кохраном и ландшафтным дизайнером Стивеном Драуном и Джеймсом Хиссом,было заказано Дублинским советом по делам искусств и завершено в 1994 году.

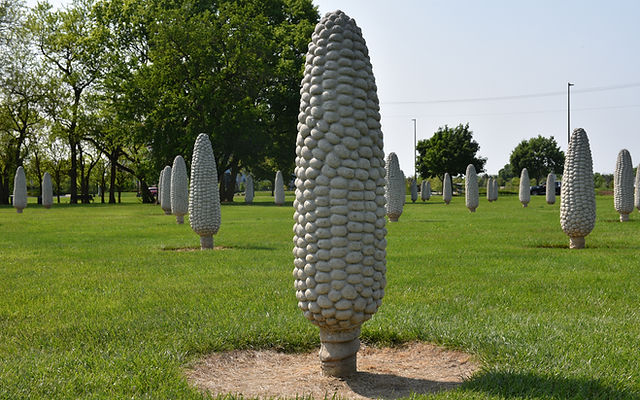
Памятник Field of Corn в Дублине

Для отливки бетонных початков кукурузы,которых высота составляет около 1,8 м , использовались три разные формы. Представленный сорт кукурузы известен как кукуруза «Зубчатая кукуруза» (Corn Belt Dent Corn) , гибридный сорт, полученный путём двойного скрещивания . Початки повернуты в нескольких направлениях, чтобы создать впечатление, что каждый початок уникален. Они были отлиты на заводе по производству сборного железобетона Cook & Ingle Co. в Долтоне , штат Джорджия . Каждый початок весит 680 кг
Экспозиционный участок, названный парком Сэма и Эулалии Франц, изначально принадлежал Сэму Францу, изобретателю нескольких гибридных сортов кукурузы, и был подарен городу в конце XX века. Эта художественная инсталляция отчасти посвящена Сэму Францу и призвана напомнить посетителям об аграрном наследии Дублина. Вдоль западной стороны парка, рядом с апельсиновыми деревьями Осейдж, установлены таблички с описанием проекта и объяснением гибридизации.
«Поле кукурузы» стало популярным произведением общественного искусства в Центральном Огайо. С 2008 года, начиная с момента номинации, экспозиция ежегодно получала награду «Лучшее в Колумбусе» от читателей журнала Columbus Monthly , включая четыре награды №1 как лучшее произведение общественного искусства в Центральном Огайо.